# Three Little Wolves
Three Little Wolves (bra: Os Três Lobinhos) é um curta-metragem de animação lançado em 1935, como parte da série Silly Symphonies, sendo o terceiro apresentando Os Três Porquinhos. Foi dirigido por David Hand e produzido por Walt Disney.

## Elenco
- Billy Bletcher como Zeke Midas Wolf (Lobo Mau)
- Pinto Colvig como Practical Pig (Prático)
- Dorothy Compton como Fifer Pig (Cícero)
- Mary Moder como Fiddler Pig (Heitor)